# Michael Vanderaerden
Michael Vanderaerden (* 10. Februar 1987 in Diest) ist ein belgischer Radrennfahrer.
Michael Vanderaerden gewann 2003 als Juniorenfahrer eine Etappe beim Critérium Européens des Jeunes. 2004 gewann er zwei Etappen bei der Niedersachsen-Rundfahrt der Junioren und 2005 war er dort einmal erfolgreich.
Im Erwachsenenbereich fuhr Vanderaerden zwischen 2006 und 2011 bei internationalen Radsportteams. Im Jahr 2007 gewann er mit Davitamon-Win for Life-Jong Vlaanderenbei der Volta a Lleida das Mannschaftszeitfahren. Im selben Jahr wurde er Siebter bei Rund um die Nürnberger Altstadt.
Michael Vanderaerden ist der Sohn von Eric Vanderaerden, der in den 1980er-Jahren ein sehr erfolgreicher Radsportler war. Auch sein Onkel Gert Vanderaerden war Radrennfahrer.

## Erfolge
2007
- Mannschaftszeitfahren Volta a Lleida

## Teams
- 2006 Yawadoo-Colba-ABM
- 2007 Davitamon-Win for Life-Jong Vlaanderen / DFL-Cyclingnews-Litespeed (Stagiaire)
- 2008 Profel Prorace / Profel Continental Team
- 2010 Qin Cycling Team
- 2011 Donckers Koffie-Jelly Belly